# Englefield Green
Englefield Green è un paese di 11 180 abitanti della contea del Surrey, in Inghilterra.